# Jean-Baptiste Pitra
Jean-Baptiste Pitra (Champforgeuil, Borgonya, França, 1 d'agost de 1812 — Roma, Itàlia, 9 de febrer de 1889) fou un cardenal de l'Esglesia Catòlica, teòleg, historiador, bibliotecari francès.
Després d'estudiar al seminari de la ciutat d'Autun, fou ordenat prevere en 1836, integrant-se com a monjo a l'Orde de Sant Benet, i ingressant a l'abadia de Saint-Pierre de Solesmes el 1841. Amb la col·laboració de Jacques Paul Migne, impulsà les col·leccions monumentals Patrologia Latina i Patrologia Graeca. Fou nomenat Cardenal en 1863 pel papa Pius IX, i bibliotecari de la Biblioteca Vaticana el 1869. Destaca especialment pels seus grans descobriments arqueològics, i és autor de nombrosos treballs sobre temes arqueològics, teològics i històrics. Pitra dedicà els seus estudis als pares de l'Església, als canonistes i als himnògrafs grecs. És autor de diversos estudis històrics publicats a Spicilegium Solesmense (1852-58), Iuris Ecclesiastici Graecorum historia et monumenta (1864-68), Hymnographie de l'Église Grecque (1867), Analecta Sacra Spicilegio Solesmensi parata (1867-88).